# Магнитомягкие материалы

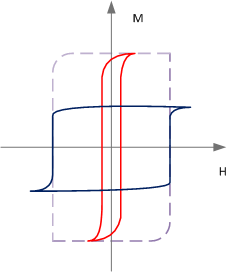
Сравнение предельных петель гистерезиса магнитомягкого и магнитотвёрдого ферромагнитных материалов. У магнитомягкого материала петля гистерезиса более узкая.

Магнитомя́гкие материа́лы, магни́тно-мя́гкие материалы — материалы, обладающие свойствами ферромагнетика или ферримагнетика, причём их коэрцитивная сила по индукции составляет не более 4 кА/м. Такие материалы также обладают высокой магнитной проницаемостью и малыми потерями на гистерезис.

## Марки и состав
| 64Н (65Н)     | 81НМА         | 68НМ, 68НМП |
| 76НХД, 76НХДП | 40НКМ, 40НКМП | 79НМ, 79НМП |
| 45Н           | 79Н3М         | 47НК        |
| 80НХС         | 50Н, 50НП     | 50НХС       |

Состав прецизионных магнитно-мягких сплавов определяется ГОСТ 10994—74 «Сплавы прецизионные. Марки», технические условия определяются ГОСТ 10160—75 «Сплавы прецизионные магнитно-мягкие. Технические условия». Согласно ГОСТ 10994—74 «Сплавы прецизионные. Марки» маркировка сплавов (кроме термобиметаллов) состоит из двузначного числа, обозначающего среднюю массовую долю элемента и буквенного обозначения элемента после цифры. Железо в маркировке сплава не указывается.
Марки некоторых сплавов, обладающих высокой магнитной проницаемостью и малой коэрцитивной силой в слабых полях приведены в таблице.
Основной сплав из группы пермаллоев — 79НМ:
| Fe         | C       | Si      | Mn      | Ni      | S       | P       | Mo      | Ti      | Al      | Cu     |
| ---------- | ------- | ------- | ------- | ------- | ------- | ------- | ------- | ------- | ------- | ------ |
| 13,73—16,8 | до 0,03 | 0,3—0,5 | 0,6—1,1 | 78,5—80 | до 0,02 | до 0,02 | 3,8—4,1 | до 0,15 | до 0,15 | до 0,2 |

## Применение
Магнитомягкие материалы используются в качестве магнитопроводов трансформаторов, электромагнитов, в измерительных приборах и в других случаях, где необходимо снизить потери на гистерезис и при наименьшей затрате энергии на намагничивание достигнуть наибольшей индукции.
Для уменьшения потерь на вихревые токи в высокочастотных трансформаторах используют магнитомягкие материалы с повышенным удельным электрическим сопротивлением, например, ферриты. Металлические магнитомягкие материалы, работающие в переменных магнитных полях, для снижения потерь на токи Фуко обычно применяются в магнитопроводах, набранных из отдельных изолированных друг от друга тонких листов, такое исполнение магнитопровода называют шихтованным, либо навиваются из тонкой металлической ленты с нанесённым изолирующим покрытием. Листы электрически изолируются друг от друга лаком, либо иным диэлектриком.